# Vadonia bicolor
Vadonia bicolor là một loài bọ cánh cứng trong họ Cerambycidae.